# کنیچی هایاکاوا
کنیچی هایاکاوا (انگلیسی: Kenichi Hayakawa؛ زادهٔ ۵ آوریل ۱۹۸۶) بدمینتون‌باز اهل ژاپن است.